# Chefornak
Chefornak (Cevv’arneq en Yupik) est une ville d'Alaska aux États-Unis dans la Région de recensement de Bethel dont la population était de 418 habitants en 2010.

## Situation - climat
Elle est située sur la rive sud de la rivière Kinia à son confluent avec la rivière Keguk, dans le delta du Yukon-Kuskokwim, en bordure de la réserve nationale Clarence Rhode établie pour la protection des migrations des oiseaux de mer, à 158 km de Bethel et à 789 km d'Anchorage.
Chefornak se trouve à la réunion de la Toundra arctique et de la Mer de Béring, un volcan éteint, Tern Mountain, y est visible ainsi que bon nombre de roches volcaniques.
La rivière Kinia et ses nombreux affluents sont des zones importantes pour la population, pour la chasse, la pêche et le transport.
Les températures relevées vont de 41 °C à 57 °C en été et de 6 °C à 24 °C en hiver.

## Histoire
L'endroit a été habité de longue date par les Yupiks. Au début des années cinquante, Alexie Amagachik y a fondé un comptoir. Il s'était déplacé depuis un village de la Mer de Béring pour éviter les nombreuses inondations et d'autres personnes l'ont suivi.

## Activités
Chefornak est animé par une économie de subsistance, avec un peu de pêche commerciale  et la récolte des fruits rouges sauvages. La vente et l'importation d'alcool y sont interdites.
Une piste d'aérodrome accueille un trafic d'avions privé. Toutefois, il n'y a pas de port, ni de routes pour relier la communauté au reste de l'état. L'hiver, des pistes utilisables en motoneige relient Cherfornak à Kipnuk et à Kasigluk, respectivement à 32 km et 134 km.
Les danses Yupiks sont très populaires dans le village, qui possède une école enseignant cette tradition qui donne des représentations aux alentours, et participe au festival d'avril à Bethel.

## Démographie
| 1950 | 1960 | 1970 | 1980 | 1990 | 2000 | 2010 | - |
| ---- | ---- | ---- | ---- | ---- | ---- | ---- | - |
| 106  | 133  | 146  | 230  | 320  | 394  | 418  | - |